# Sân bay Andahuaylas
Sân bay Andahuaylas (IATA: ANS, ICAO: SPHY) là một sân bay phục vụ Andahuaylas, Peru. Đây là sân bay quan trọng ở vùng Apurímac và là sân bay duy nhất có các chuyến bay thường lệ. Sân bay này cũng đón các chuyến bay thuê bao. Sân bay Andahuaylas có 1 đường băng dài 3048 m bề mặt nhựa đường.

## Các hãng hàng không
- Cielos Andinos (Lima)
- LC Busre (Lima)